# Mariano Morini
Mariano Morini (Parma, 1732 – Parma, 21 gennaio 1801) è stato un religioso e fisico italiano.

## Biografia
Entrato nell'Ordine dei minimi nel 1750, fu docente all'Università di Modena dal 1760 al 1783 dapprima di filosofia, successivamente di fisica. A Modena fondò il gabinetto di fisica introducendo così tra i primi il metodo sperimentale nelle ricerche. Gli si devono varie ricerche sul moto del sangue e la costruzione di speciali strumenti pluviometrici. Lazzaro Spallanzani, che ne fu collega e amico, apprezzava in particolar modo le esperienze del Morini sull'elettricità e sulla luce.

## Opere
- «Congetture del P. Mariano Moreni (sic) de' Minimi, Pubblico Professore ordinario di Fisica particolare, e sperimentale nell'Università di Modena, intorno l'aria infiammabile nativa».  Contin. del nuovo Giorn. de' Letter. d‘Italia, f. 124 e segg., Modena 1778.
- Paragone tra il fuoco e la materia elettrica, Dissertazione a Parigi nell'accademia del cav. Michele Rosa
- Descrizione d'istromento per delineare sopra qualunque superficie anche ineguale qualunque genere d'orologi, Dissertazione a Parigi nell'accademia del cav. Michele Rosa.
- Lezioni di Fisica particolare e sperimentale, Università di Modena.
- Panegirico di S. Francesco di Paola[2].